# 墨角蘭
墨角蘭（學名：Origanum majorana），隸屬於唇形科牛至屬，是一種有點對寒冷敏感的多年生香草，帶有甜松和柑橘的香味。墨角蘭又名馬郁草、馬約蘭草、甜墨角蘭（Sweet Marjoram）、多節墨角蘭（Knotted Marjoram）及馬喬蘭(Marjoram)。叶对生，卵圆形，具顶生伞房花序，开白色或紫色花朵。
墨角蘭（marjoram）一詞（古法語：majorane、中古拉丁語：majorana）並不是直接源於拉丁詞maior（主要）。墨角蘭原產地是在地中海，後來希臘人和羅馬人將這種植物視為幸福的象徵。
在烹飪方面，墨角蘭是一種調味料，使用是其頂部若然以開花或是變乾都均需要切掉。墨角蘭常被用来调配混合型调味剂，如普罗旺斯香草（Herbes de Provence）和Za'atar中。
虽然墨角蘭对寒冷较敏感，不过墨角蘭仍可以在耐寒性第5类的地区生长。墨角蘭含具有芳香气味的百里香酚（Thymol）和香荆芥酚（Carvacrol），可促进消化、消胀和环节痉挛。

## 有關種類
牛至（有時被列為墨角蘭的一種）亦被稱為野生墨角蘭（Wild Marjoram）。在南歐，墨角蘭在灌木叢和籬笆間均十分常見，大多有30－80厘米高，具有短小的莖及有點卵形的葉子和一串串紫色的花。墨角蘭有強烈的味道及滲透力。
牛至或克里特島牛至（Cretan Oregano）和墨角蘭亦有類此的用途。
耐寒墨角蘭（Hardy Marjoram）或法式墨角蘭（French marjoram）是墨角蘭與牛至的混種，本身更能抵禦寒冷，但甜味卻些微減少。

## 外部連結
- Origanum majorana List of Chemicals (Dr. Duke's Databases)
- Origanum majorana (Plants For A Future database) （页面存档备份，存于）